# Rajd Barbórka

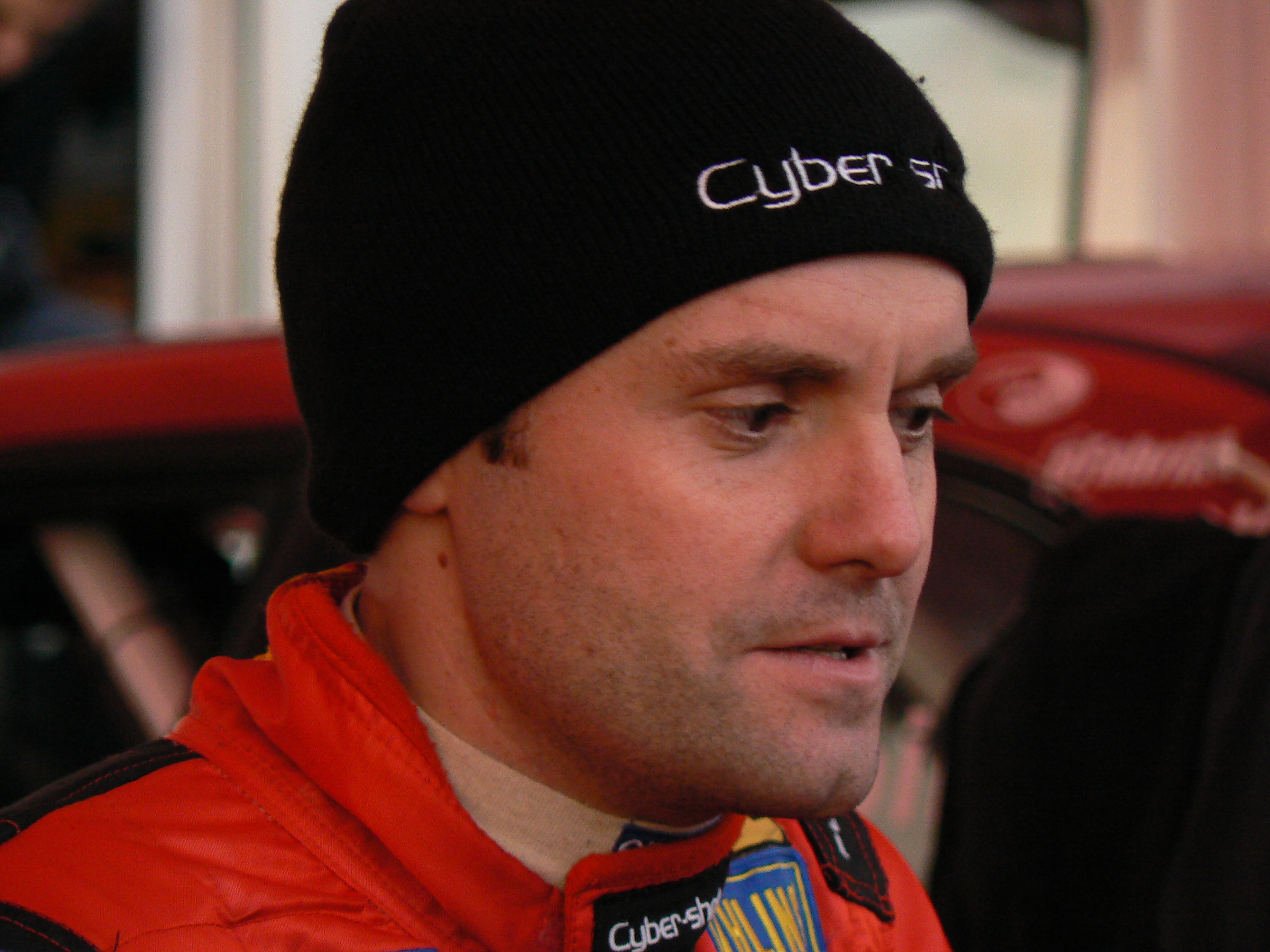
Tomasz Kuchar – sześciokrotny triumfator Barbórki w latach: 2003, 2007, 2008, 2009, 2010, 2012.

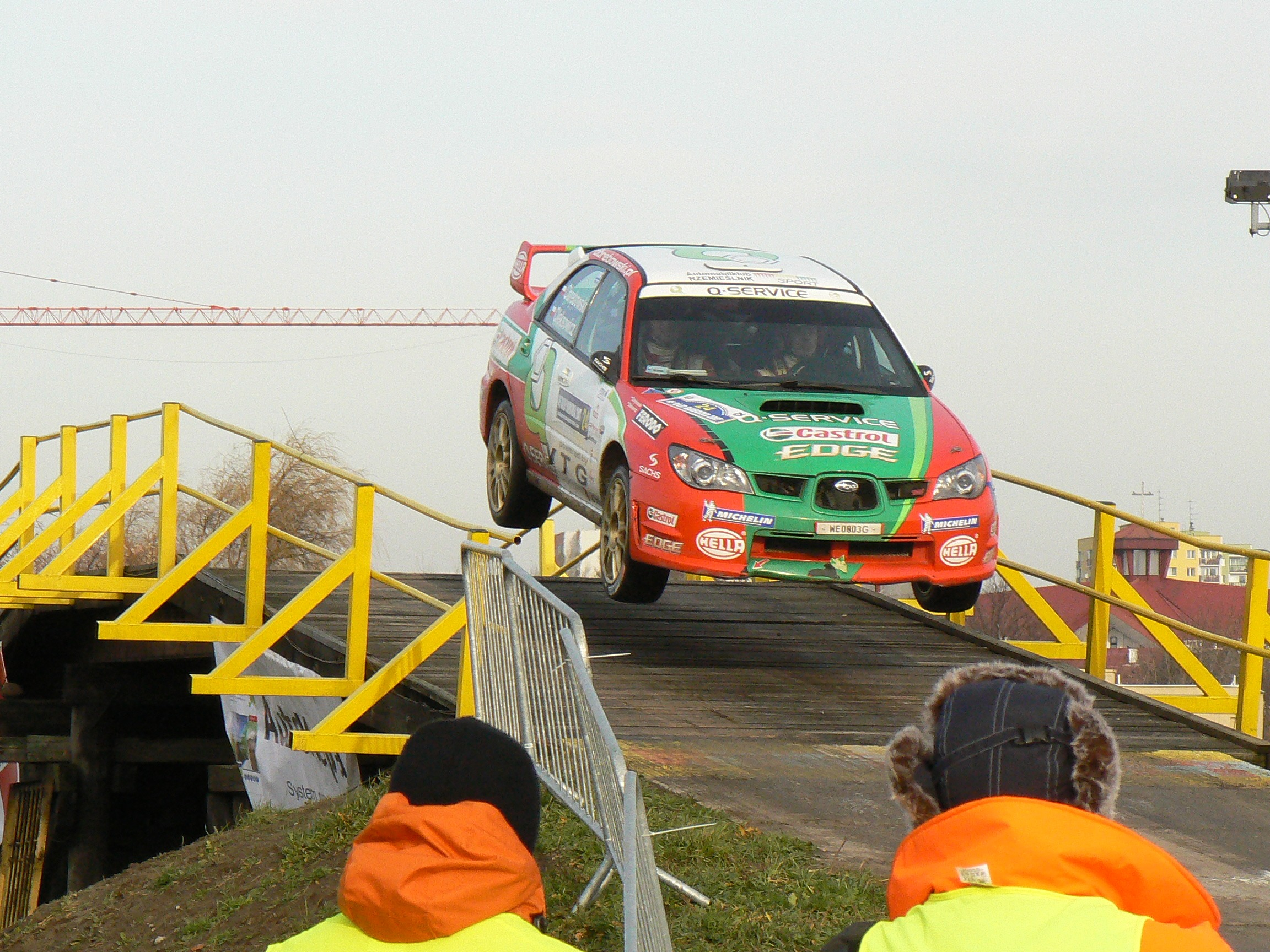
Maciej Oleksowicz na odcinku Bemowo w 2007 roku

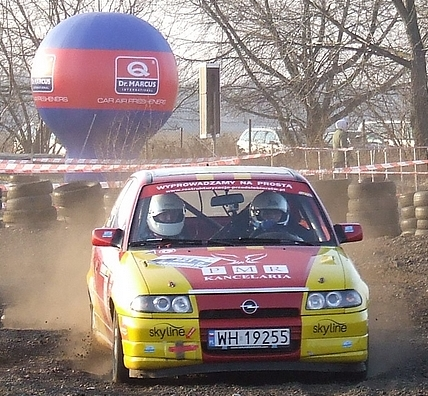
Klasa Legend, Zbigniew Szwagierczaki Maciej Roch Pietrzak, Odcinek Bemowo, rok 2011

Rajd Barbórka – Ogólnopolskie Kryterium Asów (wcześniej pisany Rajd Barburka) – rajd samochodowy, rozgrywany corocznie na początku grudnia, pierwsza edycja odbyła się w 1964 roku. Rajd nie jest zaliczany do żadnej sezonowej klasyfikacji. Jest to krótki rajd, który składa się z kilku odcinków specjalnych i kilkunastu kilometrów oesowych. Impreza odbywa się w Warszawie, między innymi na Żeraniu, czy Bemowie, a finalny odcinek Karowa rozgrywany jest w centrum miasta na ulicy Karowej. Najwięcej zwycięstw w Barbórce odniósł Kajetan Kajetanowicz, który wygrywał ośmiokrotnie.
Barbórka jest symbolicznym zakończeniem sezonu sportów motorowych w Polsce. W rajdzie biorą udział nie tylko kierowcy rajdowi, ale także kierowcy wyścigowi oraz rallycrossowi. Impreza cieszy się statusem prestiżowej, co często przyciąga także zagranicznych kierowców. Jako że rajd nie jest zaliczany do cyklu Rajdowych Mistrzostw Polski, możliwy jest udział samochodów klasy WRC, co zwiększa atrakcyjność widowiska.
Tradycja organizowania rajdu sięga czasów przedwojennych, kiedy w grudniu spotykali się czołowi polscy kierowcy na imprezach organizowanych przez Automobilklub Polski. Po wojnie powrócono do tej tradycji dopiero na przełomie lat pięćdziesiątych i sześćdziesiątych. Natomiast na początku lat 70. rajd zaczął cieszyć się dużą popularnością, zarówno wśród kierowców jak i kibiców. Oficjalne źródła podają rok 1964 jako datę organizacji I Rajdu Barbórki Warszawskiej w obecnej formule, jednakże numeracja kolejnych edycji oraz organizacja jubileuszowego 50. Rajdu Barbórki w roku 2012 Oficjalna strona 50. Rajdu Barbórki - wskazują, iż wskazywana data nie jest prawidłowa (prawdopodobnie pierwsza edycja odbyła się o co najmniej dwa lata wcześniej).
Od roku 2011 organizator wprowadził dodatkową kategorię klasyfikacyjną dla startujących zawodników określoną jako "Klasa Legend". W klasie tej startują załogi dopuszczone na wyraźne i wyłączne zaproszenie organizatora, wydawane w oparciu o zdobyte przez zawodnika tytuły w latach poprzednich lub z uwagi na wyjątkowość pojazdu którym załoga wystartuje.
W roku 2011 w „Rajdzie Legend” wystartowali między innymi tacy rajdowi i wyścigowi Mistrzowie Polski sprzed lat, jak: Longin Bielak / Błażej Matusiak, Andrzej Jaroszewicz / Alicja Grzybowska, Zbigniew Szwagierczak / Maciej Roch Pietrzak, Lesław Orski / Tomasz Chmiel, Adam Polak / Grzegorz Gac, Andrzej Wodziński / Michał Wiśniewski, Wojciech Boguciński / Dominika Tajner-Wiśniewska.
Rajd nie odbył się w latach 1981–1982, ze względu na Stan wojenny, w latach 1984–1986 w związku z kryzysem gospodarczym, a także w 2020 roku z powodu obostrzeń związanych z pandemią COVID-19, które nie pozwalałyby na przeprowadzenie imprezy z udziałem kibiców.

## Odcinek Karowa
Do finałowego odcinka na ulicy Karowej, kwalifikuje się tylko czołówka rajdu, jednak odbywają się tam także przejazdy pokazowe zaproszonych gości w roli kierowcy, bądź pilota. W ubiegłych latach honorowymi gośćmi były takie osobistości jak Tommi Mäkinen, czy Sébastien Loeb. Odcinek ten zawsze gromadzi licznych kibiców. Przejazdy ulicą Karową są transmitowane na żywo w telewizji.

## Zwycięzcy rajdu[3]
| Rok  | Kierowca                                         | Samochód                    |
| ---- | ------------------------------------------------ | --------------------------- |
| 1964 | Franciszek Postawka                              | Volvo PV544                 |
| 1965 | Sobiesław Zasada                                 | Steyr Puch 660 TR           |
| 1966 | Sobiesław Zasada                                 | Steyr Puch 660 TR           |
| 1967 | Jerzy Bachtin                                    | Trabant 601                 |
| 1968 | Lelio Lattari / Włodzimierz Markowski (ex aequo) |                             |
| 1969 | Sobiesław Zasada                                 | Porsche 911                 |
| 1970 | Marian Wangrat                                   | BMW 2002                    |
| 1971 | Ksawery Frank                                    | BMW 2002 Ti                 |
| 1972 | Ksawery Frank                                    |                             |
| 1973 | nie odbył się                                    |                             |
| 1974 | Lelio Lattari                                    | Alfa Romeo 2000 GTV         |
| 1975 | Marek Varisella                                  | Fiat 125p Monte Carlo       |
| 1976 | Janusz Kiljańczyk                                | Renault Gordini             |
| 1977 | Ryszard Ryzel                                    | Fiat 125p                   |
| 1978 | Krzysztof Komornicki                             | Opel Kadett GTE 2000        |
| 1979 | Błażej Krupa                                     | Renault 5 Alpine            |
| 1980 | Marian Bublewicz                                 | Opel Kadett GTE 2000        |
| 1981 | nie odbył się                                    |                             |
| 1982 | nie odbył się                                    |                             |
| 1983 | Marian Bublewicz                                 | Polonez 2000                |
| 1984 | nie odbył się                                    |                             |
| 1985 | nie odbył się                                    |                             |
| 1986 | nie odbył się                                    |                             |
| 1987 | Marian Bublewicz                                 | Polonez 2000                |
| 1988 | Robert Herba                                     | Fiat 126p                   |
| 1989 | Marian Bublewicz                                 | Mazda 323                   |
| 1990 | Paweł Przybylski                                 | Audi Quattro                |
| 1991 | Marek Sadowski                                   | Mazda 323 GTX               |
| 1992 | Bogdan Herink                                    | Renault 11 Turbo            |
| 1993 | Marek Gieruszczak                                | Toyota Celica               |
| 1994 | Bogdan Herink                                    | Renault Clio Williams       |
| 1995 | Paweł Przybylski                                 | Ford Escort RS Cosworth     |
| 1996 | Paweł Przybylski                                 | Ford Escort RS Cosworth     |
| 1997 | Robert Herba                                     | Mitsubishi Lancer Evolution |
| 1998 | Paweł Przybylski                                 | Ford Escort WRC             |
| 1999 | Robert Gryczyński                                | Toyota Corolla WRC          |
| 2000 | Janusz Kulig                                     | Ford Focus WRC              |
| 2001 | Krzysztof Hołowczyc                              | Peugeot 206 WRC             |
| 2002 | Michał Nowosiadły                                | Peugeot 206 XS              |
| 2003 | Tomasz Kuchar                                    | Mitsubishi Lancer Evolution |
| 2004 | Leszek Kuzaj                                     | Subaru Impreza              |
| 2005 | Leszek Kuzaj                                     | Subaru Impreza              |
| 2006 | Leszek Kuzaj                                     | Subaru Impreza              |
| 2007 | Tomasz Kuchar                                    | Subaru Impreza              |
| 2008 | Tomasz Kuchar                                    | Subaru Impreza              |
| 2009 | Tomasz Kuchar                                    | Peugeot 307 WRC             |
| 2010 | Tomasz Kuchar                                    | Peugeot 307 WRC             |
| 2011 | Bryan Bouffier                                   | Peugeot 207 S2000           |
| 2012 | Tomasz Kuchar                                    | Subaru Impreza              |
| 2013 | Kajetan Kajetanowicz                             | Subaru Impreza              |
| 2014 | Kajetan Kajetanowicz                             | Ford Fiesta R5              |
| 2015 | Kajetan Kajetanowicz                             | Ford Fiesta R5              |
| 2016 | Kajetan Kajetanowicz                             | Ford Fiesta R5              |
| 2017 | Kajetan Kajetanowicz                             | Ford Fiesta WRC             |
| 2018 | Kajetan Kajetanowicz                             | Ford Fiesta WRC             |
| 2019 | Kajetan Kajetanowicz                             | Ford Fiesta WRC             |
| 2020 | Filip Pasula                                     | Edycja Wirtualna            |
| 2021 | Kajetan Kajetanowicz                             | Škoda Fabia Rally2 evo      |
| 2022 | Mikołaj Marczyk                                  | Škoda Fabia Rally2 evo      |
| 2023 | Mikołaj Marczyk                                  | Škoda Fabia RS Rally2       |
| 2024 | Mikołaj Marczyk                                  | Škoda Fabia RS Rally2       |